# Calymmaria monterey
Calymmaria monterey är en spindelart som beskrevs av Ernst Heiss och Draney 2004. Calymmaria monterey ingår i släktet Calymmaria och familjen panflöjtsspindlar. Inga underarter finns listade.